# Panamerikanische Spiele 2019/Gewichtheben
Bei den Panamerikanischen Spielen 2019 in Lima fanden vom 27. bis 30. Juli 2019 im Gewichtheben 14 Wettbewerbe statt, davon je sieben für Männer und fünf für Frauen. Austragungsort war das Coliseo Mariscal Caceres.
Für die Wettbewerbe hatten sich insgesamt 20 Nationen qualifiziert, in denen 123 Athleten an den Start gingen. Erfolgreichste Nation war Kolumbien, dessen Sportler fünf Goldmedaillen und vier Silbermedaillen gewannen. Dem Brasilianer Fernando Reis gelang es nach 2011 und 2015 zum dritten Mal, sich im Schwergewicht über 109 Kilogramm die Goldmedaille zu sichern.

## Ergebnisse

### Männer

#### Klasse bis 61 kg
| Platz | Land      | Athlet             |
| ----- | --------- | ------------------ |
| 1     | Kolumbien | Francisco Mosquera |
| 2     | Kolumbien | Jairo Serna        |
| 3     | Mexiko    | Antonio Vázquez    |

#### Klasse bis 67 kg
| Platz | Land      | Athlet              |
| ----- | --------- | ------------------- |
| 1     | Mexiko    | Jonathan Muñoz      |
| 2     | Guatemala | Edgar Pineda        |
| 3     | Peru      | Luis David Bardalez |

#### Klasse bis 73 kg
| Platz | Land                    | Athlet               |
| ----- | ----------------------- | -------------------- |
| 1     | Venezuela               | Julio Mayora         |
| 2     | Kolumbien               | Luis Javier Mosquera |
| 3     | Dominikanische Republik | Julio Cedeño         |

#### Klasse bis 81 kg
| Platz | Land                    | Athlet            |
| ----- | ----------------------- | ----------------- |
| 1     | Kolumbien               | Brayan Rodallegas |
| 2     | Dominikanische Republik | Zacarías Bonnat   |
| 3     | Vereinigte Staaten      | Harrison Maurus   |

#### Klasse bis 96 kg
| Platz | Land      | Athlet              |
| ----- | --------- | ------------------- |
| 1     | Kolumbien | Jhonatan Rivas      |
| 2     | Kanada    | Boady Santavy       |
| 3     | Venezuela | Keydomar Vallenilla |

#### Klasse bis 109 kg
| Platz | Land               | Athlet         |
| ----- | ------------------ | -------------- |
| 1     | Vereinigte Staaten | Wesley Kitts   |
| 2     | Venezuela          | Jesús González |
| 3     | Ecuador            | Jorge Arroyo   |

#### Klasse über 109 kg
| Platz | Land      | Athlet         |
| ----- | --------- | -------------- |
| 1     | Brasilien | Fernando Reis  |
| 2     | Kuba      | Luis Lauret    |
| 3     | Mexiko    | Raúl Manríquez |

### Frauen

#### Klasse bis 49 kg
| Platz | Land                    | Athletin        |
| ----- | ----------------------- | --------------- |
| 1     | Dominikanische Republik | Beatriz Pirón   |
| 2     | Kolumbien               | Ana Iris Segura |
| 3     | Dominikanische Republik | Santa Cotes     |

#### Klasse bis 55 kg
| Platz | Land      | Athletin           |
| ----- | --------- | ------------------ |
| 1     | Venezuela | Génesis Rodríguez  |
| 2     | Kolumbien | Yenny Sinisterra   |
| 3     | Mexiko    | Ana Gabriela López |

#### Klasse bis 59 kg
| Platz | Land      | Athletin          |
| ----- | --------- | ----------------- |
| 1     | Kolumbien | María Lobón       |
| 2     | Ecuador   | Alexandra Escobar |
| 3     | Venezuela | Yusleidy Figueroa |

#### Klasse bis 64 kg
| Platz | Land               | Athletin        |
| ----- | ------------------ | --------------- |
| 1     | Kolumbien          | Mercedes Pérez  |
| 2     | Vereinigte Staaten | Mathlynn Sasser |
| 3     | Ecuador            | Angie Palacios  |

#### Klasse bis 76 kg
| Platz | Land               | Athletin      |
| ----- | ------------------ | ------------- |
| 1     | Ecuador            | Neisi Dajomes |
| 2     | Mexiko             | Aremi Fuentes |
| 3     | Vereinigte Staaten | Katherine Nye |

#### Klasse bis 87 kg
| Platz | Land                    | Athletin              |
| ----- | ----------------------- | --------------------- |
| 1     | Chile                   | María Fernanda Valdés |
| 2     | Dominikanische Republik | Crismery Santana      |
| 3     | Ecuador                 | Tamara Salazar        |

#### Klasse über 87 kg
| Platz | Land                    | Athletin         |
| ----- | ----------------------- | ---------------- |
| 1     | Vereinigte Staaten      | Sarah Robles     |
| 2     | Dominikanische Republik | Verónica Saladín |
| 3     | Ecuador                 | Lisseth Ayoví    |

## Medaillenspiegel
| Platz  | Land                    | Gold | Silber | Bronze | Gesamt |
| ------ | ----------------------- | ---- | ------ | ------ | ------ |
| 01     | Kolumbien               | 5    | 4      | —      | 9      |
| 02     | Venezuela               | 2    | 1      | 2      | 5      |
| 02     | Vereinigte Staaten      | 2    | 1      | 2      | 5      |
| 04     | Dominikanische Republik | 1    | 3      | 2      | 6      |
| 05     | Ecuador                 | 1    | 1      | 4      | 6      |
| 06     | Mexiko                  | 1    | 1      | 3      | 5      |
| 07     | Brasilien               | 1    | —      | —      | 1      |
| 07     | Chile                   | 1    | —      | —      | 1      |
| 09     | Guatemala               | —    | 1      | —      | 1      |
| 09     | Kanada                  | —    | 1      | —      | 1      |
| 09     | Kuba                    | —    | 1      | —      | 1      |
| 12     | Peru                    | —    | —      | 1      | 1      |
| Gesamt | Gesamt                  | 14   | 14     | 14     | 42     |